# Bachia cacerensis
Bachia cacerensis är en ödleart som beskrevs av Castrillon och Strüssmann 1998. Bachia cacerensis ingår i släktet Bachia och familjen Gymnophthalmidae. Inga underarter finns listade.
Arten förekommer i delstaten Mato Grosso i Brasilien. Kanske når den fram till Bolivia. Honor lägger ägg.